# Piscine sans eau
Pour plus de détails, voir Fiche technique et Distribution.
Piscine sans eau (水のないプール, Mizu no nai pūru) est un film japonais réalisé par Kōji Wakamatsu, sorti en 1982.

## Synopsis
Un poinçonneur de billet de train à la vie ennuyeuse, sauve un soir une jeune fille des mains de deux hommes qui veulent abuser d'elle. Petit à petit, il va nourrir des fantasmes sur elle, avant de s'adonner à un nouveau plaisir, celui de s'introduire chez des jeunes filles la nuit pour les violer. En repartant, il nettoie et prépare le déjeuner. Il fait ainsi naître des sentiments confus chez sa victime.

## Fiche technique
- Titre original : 水のないプール (Mizu no nai pūru?)
- Titre français : Piscine sans eau[1]
- Réalisation : Kōji Wakamatsu
- Scénario : Eiichi Uchida
- Montage : Teruo Nakajima
- Direction artistique : Terumi Hosoishi
- Musique : Katsuo Ōno
- Producteurs : Kōji Wakamatsu, Hiroyuki Asaoka et Kazuo Shimizu
- Société de production : Wakamatsu Production
- Pays d'origine :  Japon
- Format : couleurs - 1,85:1 - Format 35 mm - son mono
- Genre : drame, pinku eiga
- Durée : 103 minutes[2]
- Date de sortie : Japon : 23 janvier 1982[2]

## Distribution
- Yūya Uchida : l'homme
- Mie : Jun
- Reiko Nakamura : Nerika
- Yumiko Fujita : Sumie
- Yoshio Harada : propriétaire
- Taiji Tonoyama : pharmacien